# Oskar Stracker
Oskar André Stracker (* 30. Juni 1885 in Wien; † 24. März 1973 ebenda) war ein österreichischer Orthopäde.

## Leben
Der Kaufmannssohn Oskar Stracker widmete sich nach abgelegter Matura einem Studium der Medizin an der Universität Wien, das er 1910 mit dem Erwerb des akademischen Grades eines Dr. med. abschloss. Nach einer Assistenzarzttätigkeit am Wiener Anatomischen Institut, gefolgt von der Teilnahme am Ersten Weltkrieg als Bataillonschefarzt in Russland, erhielt er seine orthopädische Fachausbildung am Wiener Orthopädischen Spital unter Hans Spitzy und fungierte hier bis 1922 als stellvertretender Direktor.
Nachdem Oskar Stracker sich 1921 in Wien für orthopädische Chirurgie habilitiert hatte, wurde er zum Vorstand des Kaiser-Franz-Joseph-Ambulatorium und Jubiläumsspitals sowie 1941 zum außerplanmäßigen Professor ernannt. Stracker hatte Mitgliedschaften in der Deutschen und Internationalen orthopädischen Gesellschaft sowie der Gesellschaft der Ärzte in Wien inne.

## Schriften
- Schönheit und Pflege des Fußes und seine richtige Beschuhung, F. Enke, 1929
- Die angeborene Hüftluxation, F. Enke, 1961
- Mit Herbert Hubenstorf: Das Röntgenbild in der Orthopädie, F. Enke, 1968